# Bloczek (materiał budowlany)
Bloczek – drobnowymiarowy materiał budowlany. Bloczki, podobnie jak cegły i pustaki używane są do murowania ścian konstrukcyjnych zewnętrznych i wewnętrznych, działowych oraz fundamentów. Wytwarzane bloczki mają kształt prostopadłościanu. Są pełne, czyli pozbawione przelotowych otworów. Wielkość ich najczęściej jest wielokrotnością jednego lub dwóch wymiarów podstawy cegły ceramicznej pełnej, czyli 12 × 25 cm. Bloczki, podobnie jak i inne materiały używane do wykonywania elementów konstrukcyjnych budynku produkowane są o różnej, określonej wytrzymałości mechanicznej. Cechę tę określa za pomocą klasy, np. klasa 20 oznacza wyrób o wytrzymałości na ściskanie 20 MPa.  Ze względu na rodzaj spoiwa użytego do produkcji bloczków wyróżnia się:
- bloczki betonowe – wytwarzane są z betonu zwykłego. Bloczki betonowe produkowane są w różnych wymiarach (producenci często stosują własne)od 12 × 24 lub 25 × 24 lub 25 do 12 lub 24 × 24 × 49 cm. Wytrzymałość bloczków zależy od klasy użytego betonu. Zastosowanie bloczków betonowych: ławy fundamentowe, ściany piwnic, podmurówki np. pod ogrodzenia, czyli murowanie elementów, dla których ważna jest wytrzymałość a nie jest najważniejsza izolacyjność termiczna.
- bloczki keramzytobetonowe – wytwarzane z betonu na kruszywie porowatym (keramzycie) o drobnych frakcjach. Bloczki z betonu keramzytowego są lżejsze od bloczków betonowych i posiadają znacznie lepsze od nich własności izolacyjne. Ich wymiary i zastosowanie jest podobne jak bloczków betonowych. Do murowania ścian powyżej poziomu piwnic częściej używa się pustaków betonowych lub innych materiałów.
- bloczki z autoklawizowanego betonu komórkowego – produkowane są z następujących materiałów: spoiwo – cement i wapno albo cement lub wapno; kruszywo – piasek albo popiół lotny z elektrociepłowni, ewentualnie – piasek i popiół. Do sporyzowania materiału stosuje się np. tlenek glinu. Wyroby poddawane są procesowi autoklawizacji (spotykane są także wyroby z lekkich betonów komórkowych produkowane bez procesu autoklawizacji). Najczęściej spotyka się bloczki o wymiarach 24 × 24 × 49 cm (typ 490/240) i 24 × 24 × 59 (typ 590/240). Do typoszeregu należą też bloczki o innych szerokościach (18; 30; 36 i 42 cm). Produkowane są także bloczki o innych wymiarach. Bloczki z betonów komórkowych stosowane są do murowania ścian nadziemnych zewnętrznych i wewnętrznych. Są bardziej nasiąkliwe niż inne materiały ścienne. Jedynie bloczki nowej generacji (o powierzchniowo zamkniętych porach) mają dopuszczenie do murowania ścian piwnicznych. Elementy z betonu komórkowego powinny być łączone tylko przy użyciu zapraw klejowych, które pozwalają na wykonywanie cienkich spoin lub zapraw ciepłochronnych (na kruszywach lekkich). Zapewnia to maksymalną eliminację mostków termicznych w ścianach wykonanych z tego materiału.
- bloczki silikatowe – technologia produkcji i zakres zastosowania jest analogiczny jak cegieł wapienno-piaskowych. Najczęściej mają taki sam wymiar podstawy jak cegła, czyli 12 × 25 (1NF), lecz są wyższe, ich wysokość to 13,8 (2NFD) i 22 cm (3NFD), spotykane są także bloczki o wymiarach 25 × 25 × 22 (6NFD). Bloczki wapienno-piaskowe, jako jedyne posiadają otwory prostopadłe do podstawy. Jednak nie przechodzą na wylot i zostały wprowadzone w celu zmniejszenia ciężaru wyrobu. Bloczki tego typu określa się nazwą drążone.